# Liu Baiyu
Liu Baiyu (en xinès tradicional: 劉白羽; en xinès simplificat: 刘白羽; en pinyin: Liú Báiyǔ) (Pequín 1916 - 2005), escriptor xinès. Premi Mao Dun de Literatura de l'any 1991 per la seva novel·la 第二个太阳 - di ér ge tai yang - traduïda a l'anglès com The Second Sun. Escriptor destacat a l'època de Mao, va ocupar nombrosos càrrecs importants dins del Partit Comunista Xinès, com la Secretaria del Partit de l'Associació d'Escriptors Xinesos i el lloc viceministre de cultura.

## Biografia
Liu Baiyu, nascut com a Liu Yuzan, va néixer a Pequín (Xina) el 2 de setembre de 1916. Després de graduar-se a l'escola mitjana el 1936, va anar a Nánjīng on va començar a escriure. El 1937 va participar com a militar de l'Exèrcit Popular d'Alliberament en la guerra sino-japonesa. Com a militar també va participar com a corresponsal de l'agència de noticies Xinhua, en la Guerra Civil xinesa i més tard en la guerra de Corea.
El 1942 va anar a Yan'an on va participar en les "xerrades sobre l'Art i Literatura", el 1946 va treballar al New China Daily i a partir del 1949 ocupà càrrecs importants en la vida cultural, literària i també dins l'exèrcit. 
Va morir a Pequín el 24 d'agost de 2005.

### Posicionament polític
Conegut pel seu dogmatisme d'esquerres i la seva línia comunista ortodoxa, en temes d'escriptura estava en contra dels anomenats "valors burgesos d'Occident" que creia tenien una influència negativa en la literatura xinesa.
Amb Wei Wei en un dels representants d'una literatura utilitària al servei de la causa socialista i dels principis ideològics del Partit Comunista. Liu va dedicar tota la seva vida a crear obres que pretenguessin inspirar i elevar l'esperit nacional.
Després de les protestes de la plaça de Tiananmen, el juny de 1989, Liu va substituir a Liu Xinwu, l'editor d'orientació liberal, de la revista "Literatura popular”.

### Carrera literària
Va iniciar la seva carrera com a escriptor l'any 1936 amb la publicació en la revista "Wenxue" de la novel·la Bingtian (Cel glaçat) ja amb temàtica bèl·lica. A partir d'aquí totes les seves obres incorporen la descripció del patriotisme i l'heroisme del poble xinès.
Admirador de l'obra d'escriptors occidentals com Dante, Goethe, Turguénev i Victor Hugo.

### Obres destacades
- 1953: 为祖国而战 (wèi zǔguó ér zhàn)
- 1955: 战斗的幸福 (zhàndòu de xìngfú)
- 1956 :政治委员 (zhèngzhì wěiyuán)
- 1959: 早晨的太阳 (zǎochen de tàiyáng)
- 1983: 红玛瑙集 (hóngmǎnǎo jì)
- 1987: 第二个太阳 (dì'èr gè tàiyáng)
- 1990–1994: 心灵的历程 (xīnlíng de lìchéng) Trilogia
- 1998: 风风雨雨太平洋 (fēngfēng-yǔyǔ Tàipíng Yáng)

### Premis
- 1950: Premi Stalin per 中国 人民 的 胜利 (Zhōngguó rénmín de shènglì)
- 1991: Premi Mao Dun per 第二个太阳 (The Second Sun).